# Cendrillon (Isouard)
Cendrillon (Askungen) är en fransk opera i tre akter med musik av Nicolas Isouard. Verket är i form av en opéra comique med talad dialog mellan musiknumren, trots att dess skapare beskrev den som en opéra féerie. Librettot skrevs av Charles Guillaume Etienne och bygger på Charles Perraults bearbetning av sagan Askungen. Operan hade premiär på Opéra-Comique i Salle Feydeau i Paris den 22 februari 1810. Cendrillon var en succé över hela Europa till dess popularitet överskuggades av Gioacchino Rossinis opera på temat om Askungen, La Cenerentola (1817).
Svensk premiär den 23 februari 1811 på Gustavianska operahuset i Stockholm.

## Personer
| Roller                                   | Stämma | Premiärbesättning, den 22 februari 1810 (Dirigent: Frédéric Blasius) | Svensk premiärbesättning den 23 februari 1811 (Dirigent: -) |
| ---------------------------------------- | ------ | -------------------------------------------------------------------- | ----------------------------------------------------------- |
| Cendrillon                               | sopran | Alexandrine Saint-Aubin                                              | Elise Frösslind                                             |
| Clorinde                                 | sopran | Anne-Cécile Saint-Aubin-Duret                                        | Jeanette Wässelius                                          |
| Tisbé                                    | sopran | Louise-Thérèse-Antoinette Lemonnier-Regnault                         | Justina Casagli                                             |
| Prins Ramir                              | tenor  | Paul                                                                 | C F Åbergsson                                               |
| Dandini                                  | tenor  | Paul Lesage                                                          | Louis Deland                                                |
| Alidor                                   | bas    | Jean-Pierre Solié                                                    | Fredrik Kinmansson                                          |
| Baron de Montefiascone                   | bas    | Antoine Juliet                                                       | Johan Erik Brooman                                          |
| Chorus: lorder, pager, väpnare, hovdamer |        |                                                                      |                                                             |

## Handling

### Akt I
Cendrillon är styvdotter till Baron Montefiascone. Hennes två styvsystrar Clorinde och Thisbé behandlar henne som en tjänare. De två systrarna förbereder sig för den kungliga balen då en tiggare ber om husrum. Cendrillon välkomnar honom men systrarna kör iväg honom, utan att inse att det är Alidor, prinsens minister som är förklädd. Tiggaren lovar att Cendrillon ska belönas för sin godhet. Prinsen hör talas om Cendrillons goda hjärta och han kommer till huset förklädd som sin egen betjänt Dandini. Han får reda på systrarnas sanna natur. Clorinde och Thisbé lämnar Cendrillon hemma medan de beger sig till balen, men Alidor lovar att hon ska få gå.

### Akt II
Cendrillon vaknar upp i prinsens palats och märker att hon har fått en vacker klänning. Alidor försäkrar att ingen kommer att känna igen henne i den nya klänningen. Prinsen möter henne, fortfarande förklädd som Dandini. Hon går med på att han blir hennes "riddare (chevalier)" i en låtsasturnering och han vinner. När han ber henne att gifta sig med honom flyr hon och lämnar efter sig en toffel.

### Akt III
I Baronens hus diskuterar Clorinde och Thisbé nyheten att prinsen har förälskat sig i den vackra främlingen på balen. Prinsen försöker finna ägaren till toffeln och kommer till Baronens hus. Den passar på Cendrillon och prinsen friar till henne. Hon accepterar.

## Inspelningar
- Cendrillon Ludmilla Shilova, Byung Soon Lee, Marian Sjölander, Nikolai Doroshkin, Hans Pieter Herman, Ensemble XXI Moscow, dirigerad av Richard Bonynge (Olympia, 1999)